# Cheiracanthium insigne
Cheiracanthium insigne là một loài nhện trong họ Miturgidae.
Loài này thuộc chi Cheiracanthium. Cheiracanthium insigne được Octavius Pickard-Cambridge miêu tả năm 1874.